# Балаклавские высоты

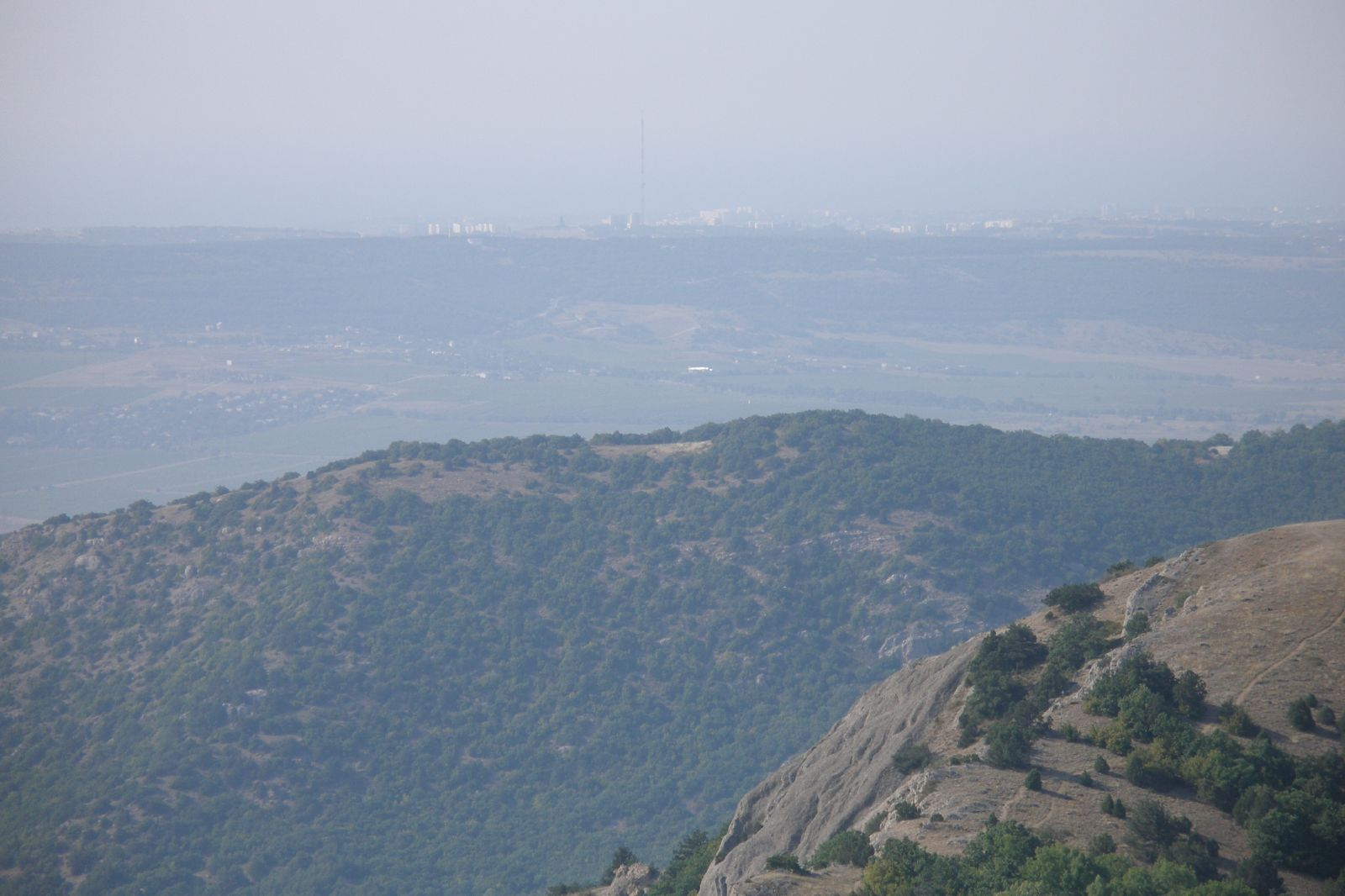

Балаклавские высоты — группа плосковершинных холмов на главной гряде Крымских гор.
Простираются от мыса Фиолент к скале Ласпи.
Высота: 200—300 м (максимальная 316 м).
Состоят из известняков, перекрытых песчаниками и глинами. Поверхность неоднородная. Месторождения мраморовидных известняков.